# 理县梾木
理县梾木（学名：Swida schindleri var. lixianensis）为山茱萸科梾木属下的一个变种。

## 扩展阅读
- 維基物種上的相關：理县梾木